# Gabriel Amat i Pagès
Gabriel Amat Pagès (Barcelona, 2 d'agost de 1899 – Barcelona, 26 de setembre de 1984), fou un arquitecte, dibuixant, pintor i aquarel·lista català.

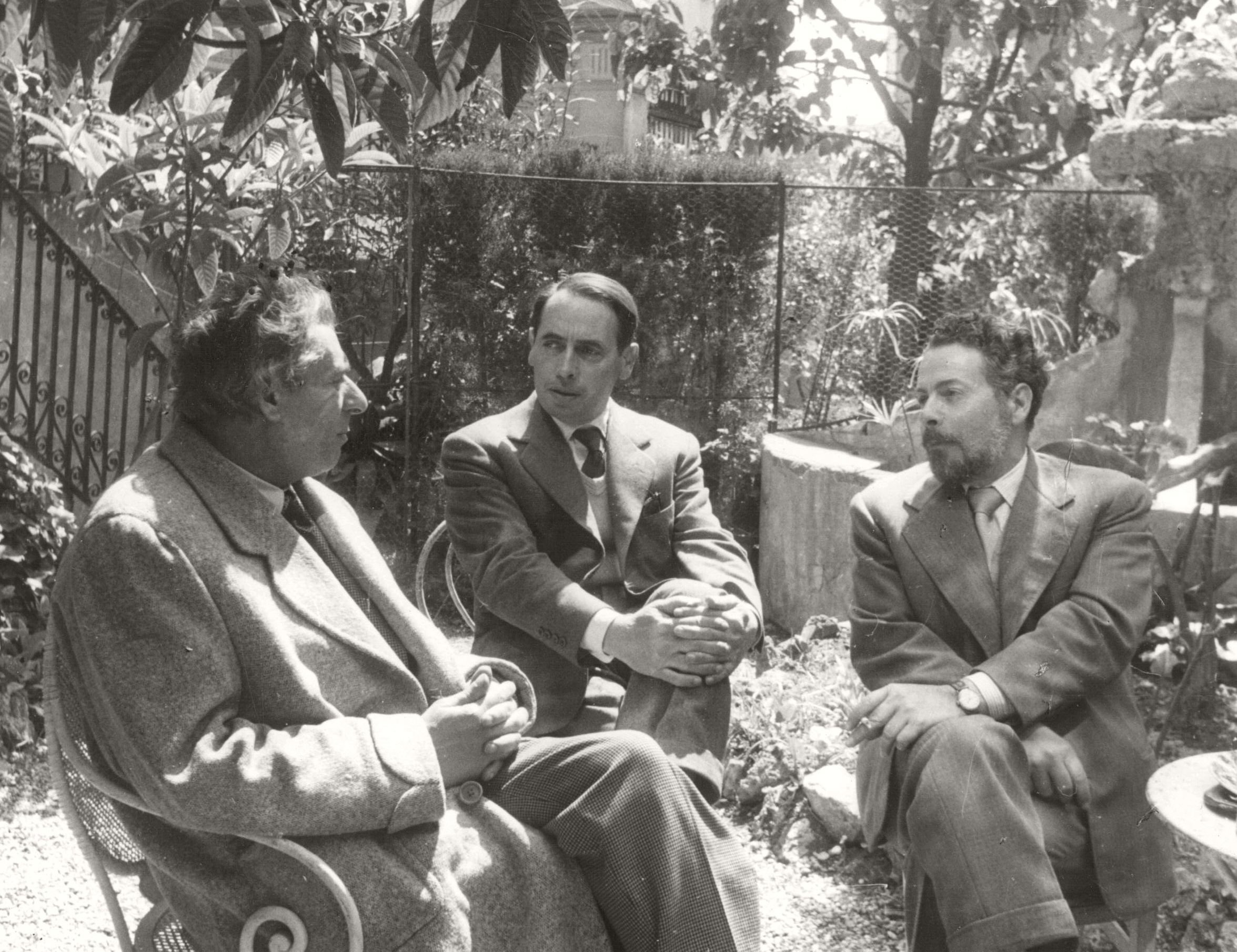
L'escultor Joan Rebull (1899-1981), el pintor Josep Amat (1901-1991) i el seu germà Gabriel Amat (1899-1984) en el jardí de la torre de Sant Gervasi (Barcelona) de Josep Amat

## Biografia
Fill de Josep Amat i Aymar i de Joana Pagès Marcet, va ser el segon de quatre germans d'una família d'orígens rurals força benestant i molt relacionada amb l'art i la cultura. El seu germà Josep, el tercer, va ser també un pintor que va aconseguir un gran reconeixement.
Estudia arquitectura a la Universitat de Barcelona en una època en què la direcció de Lluís Domènech i Montaner, que en exercir-la entre 1905 i 1919 li va imprimir una marcada tendència als valors que aportava el modernisme. Acaba els estudis el juny del 1926, tot i que no va obtenir la titulació fins al 1929, va completar els estudis amb els de l'Escola de Belles Arts de Sant Jordi i a l'Escola de la Llotja de Barcelona. Com a estudiant, ja destacava per la seva facilitat pel dibuix, havent obtingut el primer premi del Concurs de l'Associació Catalana d'Estudiants del 1922 i també aquest any obtingué el premi del Cercle de Sant Lluc al Saló Oficial de l'Exposició de Belles Arts de Barcelona.
Acabada la carrera comença a treballar com a arquitecte, però amb una dedicació molt irregular, ja que s'interessava més pel dibuix i per l'aquarel·la. Una de les seves aficions va ser l'espeleologia, havent fet moltes exploracions d'avencs en el Macís de Garraf fent costat juntament amb el seu germà Josep al seu cosí Rafael Amat Carreras, que com a enginyer comandava les expedicions. Fruit de les seves descobertes, avui alguns d'aquells avencs porten els seus noms.
També s'interessà molt per la navegació a vela. El 1932 rep el nomenament de patró d'embarcacions d'esbarjo. El 1939, just acabada la Guerra Civil, demana i se li concedeix un salva-conducte per anar a l'estranger a ampliar estudis de navegació amb grans velers. El 1942 es va embarcar amb un pailebot que feia ruta comercial pel Mediterrani, per poder pintar escenes en navegació.
Com a arquitecte la seva obra es caracteritza per un cert estil neoclàssic. Potser el projecte més important que va abordar va ser el 1933, fent equip amb altres dos arquitectes més, que es presentaren al concurs d'avantprojectes convocat per l'ajuntament d'Alacant per la construcció d'una ciutat-jardí a la Platja de Sant Joan fins al cap d'Horta. El seu projecte no va resultar premiat, ja que va ser considerat massa ambiciós, però el jurat en l'acta del concurs recomanà a l'Ajuntament que adquirís els originals d'aquell avantprojecte per la seva qualitat tècnica i artística.
Tot i que sempre va anant fent alguns projectes constructius, des de les hores es dedicà cada vegada més intensament al dibuix i a l'aquarel·la. En les darreres etapes de la seva vida també es dedicà a la pintura al oli. El 1945 contrau matrimoni amb Rosa Guimerà, amb qui tindrà el seu fill Gabriel el 1946 i posteriorment la seva filla Mireia el 1948. Després de patir una embòlia que el deixà paralitzat els darrers anys de la seva vida, morí a Barcelona el 26 de setembre de 1984, i és enterrat al cementiri de Montjuïc.

## Exposicions
El 1929 Gabriel Amat fa la primera exposició conjuntament amb el seu germà Josep Amat al Centre de Lectura de Reus. El 1930 participa en les exposicions col·lectives de l'Exposició de Barcelona del 1930, al Palau d'Alfons XIII, i a l'Exposició Barcelona vista pels seus artistes, al Palau d'Arts Decoratives, el 1931.
El 1931 fa la seva primer exposició individual a les Galeries Laietanes de Barcelona.
Acabada la guerra, comença a exposar el 1940 i ho farà ja amb una certa regularitat fins al 1980. El 1942 i el 1943 exposa també a Madrid.
També va exposar al Saló Blau del Palau de Maricel de Sitges, i el Saló Nàutic Internacional de Barcelona li dedicà un any un espai d'honor.
El 1973 l'Assemblea de Capitans de Iot de Barcelona editen el llibre de bibliòfil “Últimos veleros del Puerto de Barcelona” de 550 exemplars numerats i signats, en el que es recullen 40 dibuixos sobre paper a la tinta xinesa.
El 1981, les publicacions El Vigia de Barcelona, editen el llibre “Barcas i Veleros” amb 24 reproduccions en color d'aquarel·les amb aquestes temàtiques.
El 1999, amb motiu del centenari del seu naixement es realitzaren unes exposicions retrospectives a: 
Barcelona, al Consorci El Far, centre de referència del mar.
Sant Feliu de Guíxols, A les sales d'exposicions del Monestir.
Calafell, a la sala l'Entresòl.
El 2000, el Museu Marítim de Barcelona organitza l'Exposició “Veles i barques. L'obra pictòrica de Gabriel Amat” com a homenatge a l'artista, exposició de dibuixos i aquarel·les que es complementà amb l'exhibició d'objectes marins i de navegació dels fons del Museu.